# آكي سكميدت
آكي سكميدت (بالألمانية: Alfred Schmidt)‏ (مواليد 5 سبتمبر 1935) هو لاعب كرة قدم. يلعب مع منتخب ألمانيا الغربية لكرة القدم. سبق له أن لعب في كأس العالم لكرة القدم مع منتخب بلاده.

## مسيرته الكروية
لعب آكي سكميدت خلال مسيرته الاحترافية مع نادِ واحدٍ في أحد عشر موسمًا وسجل خلالها 37 هدفًا ضمن 163 مباراة. حيث فاز في موسم واحد بالكأس وفي موسمين بالدوري.
خاض آكي سكميدت مسيرته مع نادي بوروسيا دورتموند للفورميلا في موسم 1956–57 ليلعب معه أحد عشر موسمًا، مشاركًا في 163 مباراة سجل خلالها 37 هدفًا.

## الروابط الخارجية
- آكي سكميدت على موقع IMDb (الإنجليزية)

- آكي سكميدت على موقع الاتحاد الدولي (مؤرشف)  (الإنجليزية)
- آكي سكميدت على موقع قاعدة بيانات كرة القدم.إي يو (الإنجليزية)
- آكي سكميدت على موقع بيانات كرة القدم. دي إي (الألمانية)
- آكي سكميدت على موقع ناشيونال فوتبول تيمز (الإنجليزية)
- آكي سكميدت على موقع عالم كرة القدم.نت (الإنجليزية)